# Contea di McLean (Kentucky)
La contea di McLean in inglese McLean County è una contea dello Stato del Kentucky, negli Stati Uniti. La popolazione al censimento del 2000 era di 9 938 abitanti. Il capoluogo di contea è Calhoun